# Montán (kommunhuvudort)
Montán är en kommunhuvudort i Spanien.   Den ligger i provinsen Província de Castelló och regionen Valencia, i den östra delen av landet, 270 km öster om huvudstaden Madrid. Montán ligger 573 meter över havet och antalet invånare är 332.
Terrängen runt Montán är huvudsakligen kuperad. Montán ligger nere i en dal. Runt Montán är det glesbefolkat, med 14 invånare per kvadratkilometer. Närmaste större samhälle är Jérica, 13,0 km söder om Montán. 